# Matudán mac Muiredaig
Matudán mac Muiredaig (mort en 857) est un roi d'Ulaid issu du Dál Fiatach  dans l'actuel Ulster, Irlande. Il est le fils de  Muiredach mac Eochada (mort en 839), un précédent monarque. et il règne de 839 à  857.

## Biographie
Son père ayant été tué par son propre frère  Áed,  Matudán tue son oncle et réussit à s'imposer comme roi.
Les Vikings norvégiens apparaissent sur le Lough Neagh en 839 et ils y hivernent en  840-841 en effectuant des razzias sur différentes région du nord de l'Irlande dont les domaines des Ulaid. En 852 les envahisseurs rencontrent lors d'une féroce bataille navales des nouveaux venus, les Danois, à Carlingford Lough mais ils subissent une lourde défaite. Matudán avait donné un appui terrestre aux forces des  Norvégiens lors de ce combat.
En 851, Matudán rencontre l'Ard ri Erenn Mael Seachnaill Ier mac Mael Ruanaid des Uí Néill du sud à Armagh. Lors d'une assemblée présidée par le clergé d'Armagh et du royaume de Mide et Matudán reconnait formellement l'autorité de l'Ard ri. Cette alliance conduit en 855 à une attaque contre Áed Findliath, roi d'Ailech, des Ui Neill du nord. Toutefois, cette agression échoue et il laisse de nombreux morts de sa parenté. Áed Findliath avait cependant choisi une de ses épouses parmi les sœurs de Matudán: Gormlaith Rapach c'est-à-dire "la dure".
Les annales relèvent l'existence d'un éventuel corégent (leth-rí -"Demi-roi") Cathmal mac Tommaltaig issu du Leth Cathail une lignée du Dál Fiatach à Lecale, dans l'actuel comté de Down mais qui ne figure pas dans les listes royales. Cathmal est tué par les vikings en 853. Matudán meurt en 857 et selon les Annales fragmentaires d'Irlande, il entre dans les ordres avant de mourir. Ses descendants, s'il en avait, n'occupèrent jamais le trône d'Ulaid qui fut dévolu à la lignée issue de son oncle Áed.

## Sources
- Annales d'Ulster sur  sur University College Cork
- Annales de Tigernach sur  sur University College Cork
- Annales fragmentaires d'Irlande sur CELT: Corpus of Electronic Texts sur University College Cork
- (en) Byrne, Francis John (2001), Irish Kings and High-Kings, Dublin: Four Courts Press  (ISBN 978-1-85182-196-9)
- (en) Charles-Edwards, T. M. (2000), Early Christian Ireland, Cambridge: Cambridge University Press  (ISBN 0-521-36395-0)
- (en) Mac Niocaill, Gearoid (1972), Ireland before the Vikings, Dublin: Gill and Macmillan
- (en) Dáibhí Ó Cróinín (2005), A New History of Ireland, Volume One, Oxford: Oxford University Press